# Melanthera biflora
Melanthera biflora, és una planta amb flor de la família de les asteràcies.

## Distribució i hàbitat
Melanthera biflora és una planta moderadament halòfita que es troba a la zona tropical de la conca Indo-Pacífica. Normalment es troba a les zones costaneres i a les illes de la zona. Ocasionalment també es troba en plantacions abandonades i en medis ruderals.
Amb Portulaca oleracea, Ipomoea pes-caprae i Digitaria ciliaris, Melanthera biflora és una de les primeres espècies de plantes que colonitzen zones degradades a les zones tropicals del planeta.

## Descripció
Melanthera biflora és una planta herbàcia perenne. Les tiges poden arribar fins als 2 m cercant altres plantes o accidents del terreny com a suport i formant matolls robustos. Les fulles són pinnades i tenen els marges lleugerament serrats. Les flors són petites i de color groc amb un diàmetre d'uns 8-10 mm. Els fruits formen un cap dens.
|  |  |

## Usos tradicionals
Les fulles són comestibles i a Malàisia formen part de la cuina tradicional.
És una planta important també a la fitoteràpia de moltes cultures de l'Àsia meridional, l'Àsia Sud-oriental i de les illes del Pacífic. S'utilitzen principalment les fulles i els arrels. A Fiji les fulles es fan servir per tractar l'acne.
Les arrels es fan servir com a antihelmíntic.